# Röllhausen
Koordinaten: 50° 50′ 48″ N, 9° 19′ 36″ O
Röllhausen, auch Hof Röllhausen, ist eine Gehöftgruppe in der Gemarkung von Röllshausen, einem Ortsteil der Gemeinde Schrecksbach im nordhessischen Schwalm-Eder-Kreis.

## Geographie
Die kleine Siedlung liegt am Ostrand der Schwalm bzw. dem Westrand des Knüll, 3,2 km südöstlich von Röllshausen auf 288 m Höhe in einem schmalen, von einem Bach in Süd-Nord-Richtung durchflossenen Talgrund an der Kreisstraße K 112 von Röllshausen nach Wincherode etwa 200 m südlich deren Kreuzung mit der Landesstraße L 3156 von Schrecksbach nach Neukirchen.

## Geschichte
Sie wurde als „Rulindenhusen“ im Jahre 1231 in einer Urkunde des Klosters Breitenau erstmals erwähnt. Grundbesitzer in der kleinen Siedlung im 13. und 14. Jahrhundert waren verschiedene Adelsgeschlechter aus der Umgebung (u. a. die von Spangenberg, von Löwenstein-Westerburg, von Waldvogel) und die Klöster Immichenhain und Haina. Die letzte bisher bekannte urkundliche Erwähnung des Dorfs als bewohntem Ort stammt von 1393. Im Jahre 1580 wird der Ort als wüst bezeichnet. Nur fünf Jahre später werden dann wieder drei Hausgesesse erwähnt. 1639, im Dreißigjährigen Krieg sind es nur noch zwei. Sowohl 1681 als auch 1747 ist von vier Hausgesessen bzw. Höfen die Rede, und 1885 schließlich gab es sechs Wohnhäuser mit 33 Bewohnern in dem kleinen Ort.